# Cagliari (Wein)
Unter dem Namen Cagliari DOC werden Weiß- und Rotweine im Süden der italienischen Insel Sardinien erzeugt. Die Weine besitzen seit 2011 eine „kontrollierte Herkunftsbezeichnung“ (Denominazione di origine controllata – DOC), die zuletzt am 7. März 2014 aktualisiert wurde.

## Anbau
Der Anbau und die Vinifikation der Weine ist in folgenden Gemeinden gestattet:
in der Provinz CagliariArmungia, Assemini, Ballao, Barrali, Burcei, Cagliari, Capoterra, Castiadas, Decimomannu, Decimoputzu, Dolianova, Domus De Maria, Donorì, Elmas, Gesico, Goni, Guamaggiore, Guasila, Mandas, Maracalagonis, Monastir, Monserrato, Muravera, Nuraminis, Ortacesus, Pimentel, Pula, Quartu Sant’Elena, Quartucciu, Samatzai, San Basilio, San Nicolò Gerrei, San Sperate, San Vito, Sant’Andrea Frius, Sarroch, Selargius, Selegas, Senorbì, Serdiana, Sestu, Settimo San Pietro, Siliqua, Silius, Sinnai, Siurgus Donigala, Soleminis, Suelli, Teulada, Ussana, Uta, Vallermosa, Villa San Pietro, Villaputzu, Villasalto, Villasimius, Villasor und Villaspeciosa
in der Provinz Carbonia-IglesiasBuggerru, Calasetta, Carbonia, Carloforte, Domusnovas, Fluminimaggiore, Giba, Gonnesa, Iglesias, Masainas, Musei, Narcao, Nuxis, Perdaxius, Piscinas, Portoscuso, San Giovanni Suergiu, Santadi, Sant’Anna Arresi, Sant’Antioco, Tratalias, Villamassargia und Villaperuccio
in der Provinz Medio CampidanoArbus, Barumini, Collinas, Furtei, Genuri, Gesturi, Gonnosfanadiga, Guspini, Las Plassas, Lunamatrona, Pabillonis, Pauli Arbarei, Samassi, San Gavino Monreale, Sanluri, Sardara, Segariu, Serramanna, Serrenti, Setzu, Siddi, Tuili, Turri, Ussaramanna, Villacidro, Villamar, Villanovaforru und Villanovafranca
in der Provinz OristanoAbbasanta, Aidomaggiore, Albagiara, Ales, Allai, Arborea, Ardauli, Assolo, Asuni, Baradili, Baratili San Pietro, Baressa, Bauladu, Bidonì, Bonarcado Boroneddu, Busachi, Cabras, Fordongianus, Ghilarza, Gonnoscodina, Gonnosnò, Gonnostramatza, Marrubiu, Masullas, Milis, Mogorella, Mogoro, Morgongiori, Narbolia, Neoneli, Norbello, Nughedu Santa Vittoria, Nurachi, Nureci, Ollastra Simaxis, Oristano, Palmas Arborea, Pau, Paulilatino, Pompu, Riola Sardo, Ruinas, Samugheo, San Nicolò d’Arcidano, San Vero Milis, Santa Giusta, Santu Lussurgiu, Sedilo, Seneghe, Senis, Sennariolo, Siamaggiore, Siamanna, Siapiccia, Simala, Simaxis, Sini, Siris, Solarussa, Sorradile, Tadasuni, Terralba, Tramatza, Ula Tirso, Uras, Usellus, Villa Sant’Antonio, Villa Verde, Villanova Truschedu, Villaurbana, Zeddiani und Zerfaliu.

## Erzeugung
Innerhalb dieser Denomination dürfen folgende Weintypen erzeugt:
(Mindestens 85 % der genannten Rebsorten müssen enthalten sein. Höchstens 15 % andere analoge Rebsorten, die für den Anbau in der Region Sardinien zugelassen sind, dürfen zugesetzt werden.)
- Cagliari Malvasia (auch als Spumante) und Malvasia Riserva
- Cagliari Nera (auch als „Riserva“)
- Cagliari Moscato
- Cagliari Vermentino (auch als „Superiore“)

## Beschreibung
Laut Denomination (Auszug):

### Cagliari Malvasia
- Farbe: strohgelb tendierend zu goldgelb
- Geruch: intensiv, sanft, charakteristisch
- Geschmack: von trocken bis süß, weich, charakteristisch
- Alkoholgehalt: mindestens 14,0 Vol.-%
- Säuregehalt: mind. 4,0 g/l
- Trockenextrakt: mind. 16,0 g/l

### Cagliari Monica
- Farbe: helles rubinrot – tendiert mit zunehmender Reife zu orangerot
- Geruch: ätherisch, intensiv, sanft
- Geschmack: von trocken bis süß, zart, charakteristisch
- Alkoholgehalt: mindestens 13,0 Vol.-%
- Säuregehalt: mind. 4,0 g/l
- Trockenextrakt: mind. 18,0 g/l